# Les Adieux à la reine
Les Adieux à la reine är en fransk biografisk dramafilm från 2012 i regi av Benoît Jacquot.
Filmen bygger på Chantal Thomas roman med samma namn.

## Utmärkelser
Les Adieux à la reine vann Louis Delluc-priset 2012.

## Roller (urval)
- Léa Seydoux – Sidonie Laborde
- Diane Kruger – Marie-Antoinette
- Virginie Ledoyen – Yolande de Polignac
- Xavier Beauvois – Ludvig XVI av Frankrike
- Grégory Gadebois – Ludvig XVIII av Frankrike
- Francis Leplay – Karl X av Frankrike
- Noémie Lvovsky – Henriette Campan
- Julie-Marie Parmentier – Honorine
- Michel Robin – Nicolas Moreau
- Lolita Chammah – Louison
- Anne Benoît – Rose Bertin
- Jean-Chrétien Sibertin-Blanc – Jules de Polignac